# Galenberg

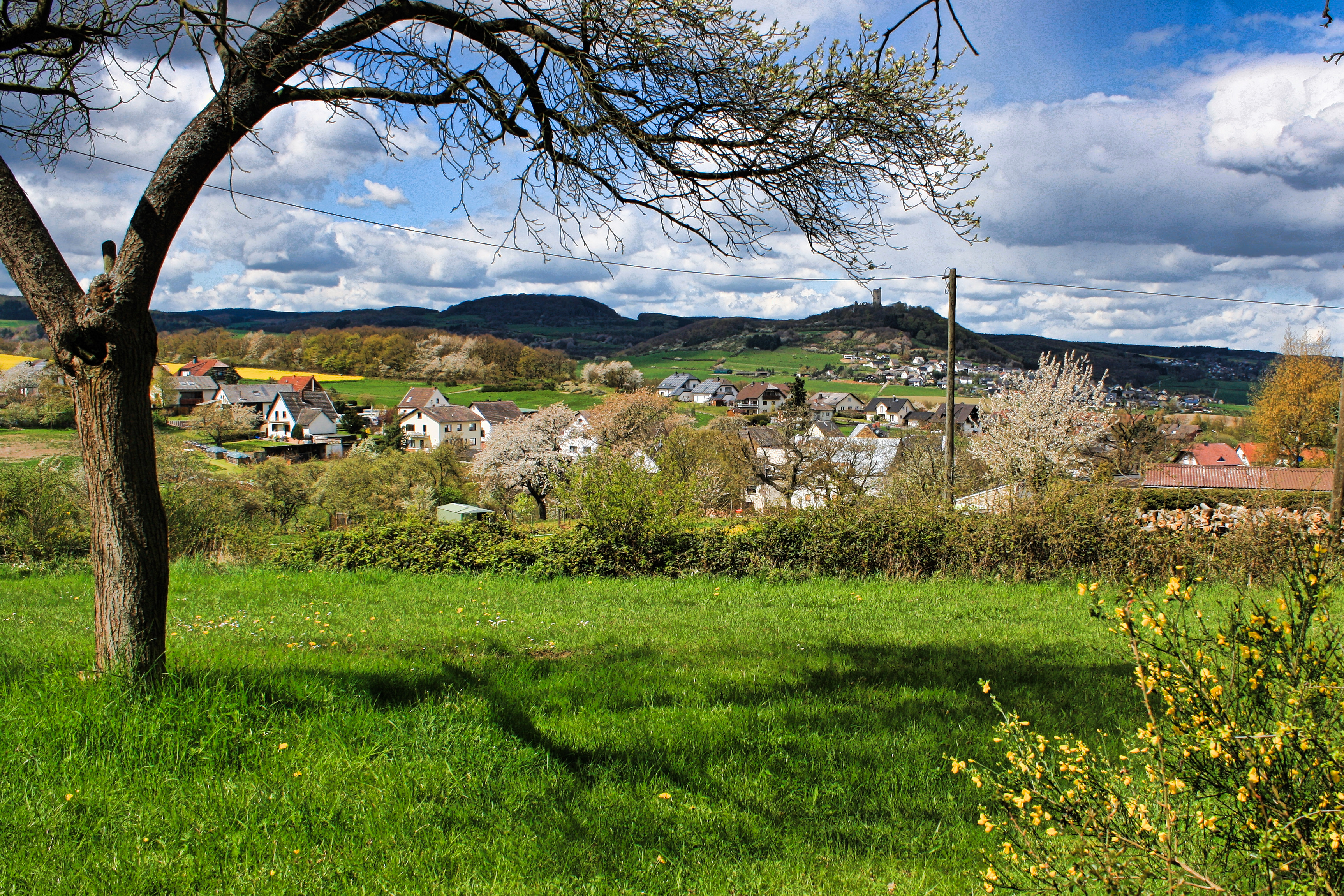
Blick über Galenberg zur Burg Olbrück

Galenberg ist eine Ortsgemeinde im Landkreis Ahrweiler in Rheinland-Pfalz. Sie gehört der Verbandsgemeinde Brohltal an, die ihren Verwaltungssitz in Niederzissen hat.

## Geographische Lage
Galenberg liegt auf einer Anhöhe (etwa 300–480 m ü. NHN), rund drei Kilometer südwestlich von Niederzissen. Im Westen liegt der Engeler Kopf, der Brenker Schellkopf und dahinter der Bockshahn bei Spessart. Im Nordwesten überragt der Perlkopf die hügelige Landschaft. Rechts davor liegen Hain und die Burgruine Olbrück, an bzw. auf dem als Sattelberg ausgeformten Phonolithkopf. Nach rechts folgen Oberdürenbach, Büschhöfe und der Königsee, sowie Niederdürenbach und das Rodder Maar. Im Norden liegt Oberzissen mit dem Marienköpfchen. Im Nordosten und Osten folgen Niederzissen mit dem Vulkankegel des Bausenberges, die Reste des Herschenberges, Ober- und Niederlützingen.

## Geschichte

### Ortsname
Zur Erklärung des Ortsnamens ist in der Ortschronik zu lesen, dass Stephan Weidenbach in seiner Veröffentlichung 'Die Ortsnamen im Kreis Mayen' (1901/1902) den Namen Galenberg zu deuten versucht. Somit wäre er denen mit 'munt' oder 'mont' = Berg zusammengesetzten Namen zuzurechnen. In Verbindung mit dem keltischen 'kal' = 'hart sein' ergibt sich dann für Galenberg die Bedeutung 'harter Berg'. Dies ergäbe denn auch eine plausible Erklärung für die sehr schwer zu bearbeitende Erde. Ein geflügeltes Wort sagt nicht umsonst „Galenberg ist steinreich“.
Aber es gibt auch noch andere Deutungen. So deutet das keltische 'Gal' auf das Vorhandensein von Wasser hin; ohne Wasser waren Ansiedlungen in der Frühzeit nicht denkbar. Südlich der Ortslage 'Im Seifen' gab es seit jeher mehrere Quellen, die im Zuge des 1980 durchgeführten Flurbereinigungsverfahren allerdings verschwunden sind.
Viele Leute denken der Ortsname könnte auf einen ehemaligen Galgen hinweisen. Dies ist jedoch historisch nicht zu belegen. Seit dem Einfluss der Franzosen (1794–1815) ist auf alten Karten auch die Bezeichnung Gallenberg zu finden.

### Erste urkundliche Erwähnung
Die erste urkundliche Erwähnung ist für den 25. November 1275 nachgewiesen. An diesem Tage wohnte ein gewisser Giselbert von Galinberg als Zeuge einer Vertragsunterzeichnung im Kloster Laach bei. Hierbei verkaufte der Graf von Virneburg einen Hof zu Kell an das Kloster.

### Ortsgeschichte
Zur Römerzeit verlief in der Gemarkung eine Römerstraße von Mayen nach Sinzig. Unweit der westlichen Gemarkungsgrenze wurde 1887 ein römischer Gutshof entdeckt. Der Ort gehörte von Anfang an bis in das Jahr 1794 zur Herrschaft Olbrück, die um das Jahr 1050 entstanden ist. Die Herren von Olbrück besaßen hier einige Waldungen, Äcker und Wiesen.
Aus einer Aufstellung aus dem Jahre 1544, die zur Erhebung der sogenannten Türkensteuer für die Orte Galenberg und Brechtingen (der damalige Name für Brenk) angelegt wurde, können auch heute noch einige Hausnamen abgeleitet werden. Aus einer Urkunde aus dem Jahr 1643, die einem Grundstückskataster vergleichbar ist, geht hervor, dass damals insgesamt 68 Morgen an Ackerland, 17 Morgen an Wiesen und 2 Morgen an Weinbergen bewirtschaftet wurden.
Nach 1794 gehörte Galenberg politisch zur Mairie Wehr im Kanton Wehr und im Arrondissement Bonn im Rhein-Mosel-Département.

Im Jahre 1815 kam die Region aufgrund der Beschlüsse des Wiener Kongresses an das Königreich Preußen, Galenberg kam unter die Verwaltung der Bürgermeisterei Burgbrohl im Kreis Mayen.
Kirchlich gehört der Ort bis heute zur Pfarrei Wehr und zum Bistum Trier.

### Einwohnerentwicklung
Die Entwicklung der Einwohnerzahl von Galenberg, die Werte von 1871 bis 1987 beruhen auf Volkszählungen:
| Jahr | Einwohner |
| ---- | --------- |
| 1835 | 122       |
| 1871 | 108       |
| 1905 | 127       |
| 1939 | 147       |
| 1950 | 149       |
| 1961 | 135       |
| 1970 | 163       |

| Jahr | Einwohner |
| ---- | --------- |
| 1987 | 159       |
| 1997 | 176       |
| 2005 | 226       |
| 2011 | 212       |
| 2017 | 214       |
| 2022 | 227       |

## Politik

### Gemeinderat
Der Gemeinderat in Galenberg besteht aus sechs Ratsmitgliedern, die bei der Kommunalwahl 2024 in einer Mehrheitswahl gewählt wurden, und dem ehrenamtlichen Ortsbürgermeister als Vorsitzendem.

### Bürgermeister
Gemeindevorsteher bzw. Ortsbürgermeister:
- 1920–1929: Johann Porz
- 1929–1946: Jakob Schmitt
- 1946–1948: Heinrich Schumacher
- 1948–1969: Heinrich Porz
- 1969–1999: Rochus Porz
- 1999–2014: Reinhold Schmitz
- 2014–2019: Bernd Esten
- 2019–2024: Reinhold Schmitz
- seit 2024: Arno Porz[4]

### Wappen
Der auf zwei Gefachen reduzierte rote Ständer ist abgeleitet von dem zwölffach in Rot und Silber geständerten Wappen der Freiherrn Waldbott von Bassenheim, Herren zur Olbrück. Das Schneiderkreuz erinnert an ein Opfer der Olbrücker Herrschaft. Bei dem Kirchturm handelt es sich um das denkmalgeschützte Zwiebeltürmchen der St. Rochus-Kapelle. Die darunter befindlichen beiden Kreuze symbolisieren die weltliche Zugehörigkeit zum Kurfürstentum Köln (schwarzes Kreuz) und die geistliche Zugehörigkeit zum Erzbistum Trier (rotes Kreuz).

## Kultur und Sehenswürdigkeiten

### Sehenswürdigkeiten
- Die St.-Rochus-Kapelle von 1729 wurde ab 1954 ausgebaut und seitdem mehrfach teilrenoviert. Ihr Zwiebeltürmchen steht unter Denkmalschutz. Siehe Liste der Kulturdenkmäler in Galenberg
- Dorfplatz mit Brunnen in der Ortsmitte; das Fachwerkgebäude stammt von einem alten Bauernhof mit Schmiede und dient heute als Feuerwehrunterkunft.
- Das Schneiderkreuz ist ein steinernes Totengedächtniskreuz von 1612, das an die Ermordung eines Schneiders durch die Herren von Burg Olbrück, zu dieser Zeit aus dem Geschlecht der Waldbott von Bassenheim, erinnert.

### Vereine
Im Ort gibt es eine Freiwillige Feuerwehr, einen Fußballclub und einen Möhnenverein.
Die Feuerwehr richtet alle zwei Jahre (an Pfingsten) ein Dorffest aus. Der FC 'Starkstrom' ist seit Jahren Ausrichter der St. Rochus-Kirmes (16. August) und die Möhnen (2006 neugegründet) haben an Karneval das Ruder in der Hand.
Alle drei Vereine engagieren sich entweder alleine oder zusammen bei sonstigen Anlässen (z. B. Martinsfeuer, Nikolausfeier etc.).

## Wirtschaft und Infrastruktur

### Jagdgenossenschaft
Das Jagdrevier Galenberg umfasst rund 228 ha. Obwohl es sich hier eigentlich um eine Niederwildjagd handelt, können auch Rehe, Hirsche und Wildschweine gejagt werden. Die jährliche Jagdpacht wird seit ca. 150 Jahren von der Jagdgenossenschaft verwaltet.

### Wanderwege
Im Südosten der Gemarkung Galenberg kreuzen sich zwei Hauptwanderwege des Eifelvereins, nämlich der Jakobsweg von Bonn nach Moselkern und der Vulkanweg von Andernach nach Gerolstein.